# Pablo Bracho
Pablo Bracho es un actor mexicano que ha participado en cine y televisión. Es hermano de la primera actriz Diana Bracho y tío del actor Julio Bracho Castillo.

## Filmografía[2]

### Telenovelas
| Año       | Título                   | Personaje                           |
| --------- | ------------------------ | ----------------------------------- |
| 2020      | Soltero con hijas        | Agente Bracho                       |
| 2019      | La usurpadora            | Doctor Silva                        |
| 2018      | El señor de los cielos   | Joaquín Venegas                     |
| 2017-2018 | Sin tu mirada            | Zacarías Barrientos                 |
| 2016-2017 | El Chema                 | Joaquín Venegas                     |
| 2016      | El hotel de los secretos | Padre de Julio y de Cristina Olmedo |
| 2015      | Amor de barrio           | /                                   |
| 2011      | Bienvenida realidad      | Enrique Fernández                   |
| 2006      | Heridas de amor          | Luis Alberto Campos                 |

#### Series de televisión
| Año  | Título                             | Personaje               |
| ---- | ---------------------------------- | ----------------------- |
| 2019 | Monarca                            | Padre de Sara           |
| 2018 | Falco                              | Dr. Roberto Beltrán     |
| 2017 | El Cesar                           | Ernesto Zedillo         |
| 2017 | Las 13 esposas de Wilson Fernandez | Esposo de clienta en ta |
| 2017 | Sincronía                          | Father Horacio          |
| 2016 | El Vato                            | Jaime Vidal             |
| 2016 | Como dice el dicho                 | Víctor                  |
| 2015 | American Crime                     | Raúl Seravia            |
| 2014 | Revolution                         | /                       |
| 2013 | Dallas                             | Cónsul General          |
| 2007 | S.O.S. Sexo y otros secretos       | Hombre gay              |
| 2006 | AlamoHeightsSA.com                 | Señor Isla              |

### Cine
| Año  | Película                                    | Personaje             |
| ---- | ------------------------------------------- | --------------------- |
| 2016 | Manual de principiantes para ser presidente | Almada                |
| 2014 | Rogue Strike                                | Secretario de Defensa |
| 2014 | Light from the Darkroom                     | Detective             |